# Джон Свайгерт
Джон Свайгерт (англ. John Swigert, 30 серпня 1931, Денвер, штат Колорадо, США — 27 грудня 1982, Вашингтон, США) — астронавт США.
Закінчив Колорадський університет (1953), Політехнічний інститут у Ренселері (1965) і Гартфордський університет (1967). Працював пілотом-випробувачем. У групі астронавтів — з 1966 року. Разом з Дж. Ловеллом і Ф. Хейсом. 11-17 червня 1970 року на космічному кораблі «Аполлон-13» здійснив політ до Місяця. У зв'язку з аварією на кораблі посадка на Місяць була відмінена і «Аполлон-13», зробивши обліт Місяця, благополучно повернувся на Землю.
Помер від раку кісток у Вашингтоні.